# Der Fall Liebknecht-Luxemburg
Der Fall Liebknecht-Luxemburg (Untertitel: Darstellung eines Offiziers-Komplotts) ist ein deutsches zweiteiliges Fernseh-Dokumentarspiel aus dem Jahr 1969. Der Film behandelt die Ermordung von Karl Liebknecht und Rosa Luxemburg am 15. Januar 1919, deren Hintergründe und den darauf folgenden Prozess gegen die Täter. Es handelt sich nicht um eine Fiktionalisierung, sondern um eine Nachstellung der historischen Ereignisse auf der Grundlage der Prozessakten und anderer schriftlicher Quellen sowie Interviews mit den zu diesem Zeitpunkt noch lebenden Beteiligten.

## Handlung
Im ersten Teil wird zunächst die historische Ausgangslage dargestellt, also die Niederlage des Deutschen Reiches im Ersten Weltkrieg, die Novemberrevolution und der Spartakusaufstand im Januar 1919. Danach folgen die Festnahme von Liebknecht und Luxemburg, die Verschwörung einiger Offiziere der Garde-Kavallerie-Schützen-Division unter der Führung von Hauptmann Waldemar Pabst zu deren Ermordung sowie die anschließenden Ermittlungen.
Der zweite Teil gibt detaillierte Einblicke in den Verlauf des Prozesses, der, da er vor einem Militärgericht der Division stattfand, letztlich nur eine Farce zur Beruhigung der Bevölkerung war: Allen Beteiligten war der Mordkomplott bekannt, er wurde aber vertuscht.

## Produktion
Der Film wurde vom Süddeutschen Rundfunk produziert und am 14. und 15. Januar 1969, dem 50. Jahrestag der dargestellten Ereignisse, als erster Teil der Reihe Zeitgeschichte vor Gericht zum ersten Mal ausgestrahlt. Zum 70. Jahrestag 1989 wurde er wiederholt, seit 2008 ist er auf DVD erhältlich.
Die gespielten Szenen werden mit Originalfotos und -filmmaterial verbunden. Der Drehbuchautor Dieter Ertel fungierte als Erzähler bzw. Kommentator – teils aus dem Off, teils in dazwischen montierten Einstellungen in die Kamera sprechend.

## Klage von Hermann Souchon
Jahrzehntelang galt Oberleutnant Kurt Vogel als derjenige, der Rosa Luxemburg erschoss. Ertel konfrontierte jedoch Pabst mit den Ergebnissen seiner Recherche, worauf dieser zugab, dass Leutnant zur See Hermann Souchon der Täter war. Dieser erhob Klage gegen den Süddeutschen Rundfunk und das Oberlandesgericht Stuttgart verurteilte den SDR, die Behauptung von Souchons Täterschaft zu widerrufen. Bei der erneuten Ausstrahlung 1989 wird in einer Art Vorwort darauf hingewiesen, dass dies nur eine „historische Deutung“ sei.

## Rezeption
Walter Jens lobt in seiner Rezension für Die Zeit die „Anschaulichkeit“ und „Authentizität“ der Darstellung, kritisiert allerdings, dass die größeren politischen Zusammenhänge, besonders die Zusammenarbeit zwischen Sozialdemokraten und Militär, genauer hätten beleuchtet werden müssen: „Wichtiger als die Frage, ob Souchon oder Vogel Rosa Luxemburg tötete, ist die Tatsache, daß sich, auf Seiten der Linken, Bluthunde fanden, die ihnen die Macht garantierten.“
Weitere Pressestimmen:

„Die Schauspieler [...] geben den Personen des Nach-Spiels in klaren Haltungen Gestalt. Sie schaffen den Abstand zu den Figuren und Vorgängen, den das Dokumentarspiel fordert. Mezger will nicht die Illusion der Wirklichkeit geben, will uns nicht zur Aufgabe der Distanz zwingen, die wir brauchen, um das Geschehen zu durchschauen. Aber wir sollen auch selbst Position beziehen können. Das Spiel ist in jedem Moment spannend, die Fakten fesseln ebenso wie die Art ihrer Darbietung durch bedeutende Schauspieler. Und das Spiel ist eine Erinnerung daran, daß Fernsehen mehr kann als uns die Zeit zu stehlen. Den Freunden von wirklich gutem Fernsehen sei der zweite Teil dringend empfohlen!“

„Dieter Ertel bot eine respektable, im Prinzip nützliche Studie, von allen Beteiligten hervorragend gespielt. Aber das Ganze hatte eine geglückte und eine missratene Seite. Gelungen die Darstellung der korrupten, skrupellosen Offiziersclique. Die Titelfiguren dagegen waren verzeichnet. Ihr geistiger Horizont wurde nicht sichtbar, sie waren eben 'Kommunistenführer' mit kleinbürgerlichen, ja feigen Zügen. So betrachtet, war dieses Dokumentarspiel fragwürdig.“

„Das geschichtsträchtige Drei-Stunden-Werk überzeugte: nicht nur durch die Faszination, die eine gute Regie- und Darstellerleistung auch einem historisch schlecht abgesicherten Dokumentarspiel verleihen kann, sondern vor allem durch Logik und Sachlichkeit. Fast jede gestellte Szene wird quellenmäßig belegt.“